# Zac Purchase
Zachary Jake Nicholas Purchase –conocido como Zac Purchase– (Cheltenham, 2 de mayo de 1986) es un deportista británico que compitió en remo.
Participó en dos Juegos Olímpicos de Verano, obteniendo dos medallas, oro en Pekín 2008 y plata en Londres 2012, en la prueba de doble scull ligero.
Ganó cinco medallas en el Campeonato Mundial de Remo entre los años 2005 y 2011.

## Palmarés internacional
| Juegos Olímpicos   | Juegos Olímpicos          | Juegos Olímpicos  | Juegos Olímpicos        |
| Año                | Lugar                     | Medalla           | Prueba                  |
| ------------------ | ------------------------- | ----------------- | ----------------------- |
| 2008               | Pekín (China)             | Medalla de oro    | Doble scull ligero      |
| 2012               | Londres (Reino Unido)     | Medalla de plata  | Doble scull ligero      |
| Campeonato Mundial |                           |                   |                         |
| Año                | Lugar                     | Medalla           | Prueba                  |
| 2005               | Kaizu (Japón)             | Medalla de plata  | Scull individual ligero |
| 2006               | Eton (Reino Unido)        | Medalla de oro    | Scull individual ligero |
| 2007               | Múnich (Alemania)         | Medalla de bronce | Doble scull ligero      |
| 2010               | Cambridge (Nueva Zelanda) | Medalla de oro    | Doble scull ligero      |
| 2011               | Bled (Eslovenia)          | Medalla de oro    | Doble scull ligero      |